# Leonhart Fuchs

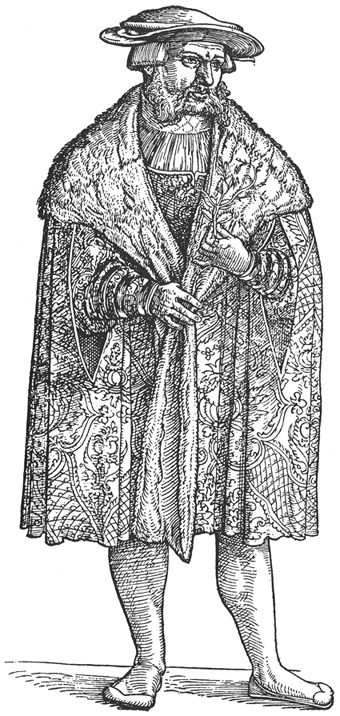
Leonhart Fuchs

Leonhart Fuchs (o Leonardo Fuchs) (Wemding, 17 de enero de 1501-Tubinga, 10 de mayo de 1566) fue un médico alemán y uno de los tres padres fundadores de la farmacognosia, junto con Otto Brunfels y Hieronymus Bock.
En 1519 Fuchs estudió en Ingolstadt con el Prof. Johannes Reuchlin, llegando en 1524 a doctor en Medicina, acogió el protestantismo y dedicó su vida al profesorado de medicina en Tubinga, a petición del duque Ulrich de Württemberg, reformando a la universidad en el espíritu del humanismo.

## Utilización del género y la especie
Los criterios de Fuchs para delimitar las especies no se basaron en los órganos de reproducción o fructificación, sino en la apariencia general de las flores, su olor, color, tamaño de las hojas y otras características. También le da importancia a la sinonimia.

## Obra
- Operum Leonharti Fvchsii Medici et Philosophi Excellentissimi Tomus ... vol. 1. Medicamentorum omnium componendi, miscendique rationem ac modum, libris quatuor, omnibus cum medicis tum pharmacopoeis longe utilissimis & summe necessariis, complectens. impensis Sigismundi Feyrabend et Simonis Huteri, Francofvrti ad Moenum, 1566

- Institutionum medicinae, sive methodi ad Hippocratis, Galeni aliorumque veterum scripta recte intelligenda mire utilis Libri quinque 5 vols. 2ª ed. Lyon 1560)[1]

- De historia stirpium commentarii insignes. La edición española se tituló Historia de yervas, y plantas / de Leonardo Fuchsio Alemán … con los nombres griegos, latinos y españoles. Tradujo nuevamente al castellano Juan Jarava, médico y filósofo con sus virtudes y propiedades, y uso de ellas, y juntamente con sus figuras pintadas al vivo, Anvers: Por los herederos de Arnaldo Byrcman for J. Lacio, 1557

- New Kreüterbuch Basilea, 1543

- Eyn Newes hochnutzlichs Büchlin/und Anothomi eynes auffgethonen augs/auch seiner erklärung bewerten purgation/Pflaster/Tollirien/Sälblin pulvern unnd wassern/wie mans machen und brauchen sol (Libro sobre anatomía...), 1539

- Alle Kranckheyt der Augen (Todas las enfermedades de los ojos) 1539

- Apologia Leonardi Fuchsii contra Hieremiam Thriverum Brachelium, medicum Lovaniensem : qua monstratur quod in viscerum inflammationibus, pleuritide praesertim, sanguis e directo lateris affecti mitti debeat, 1534[2]

- Errata recentiorum medicorum ("Errores médicos recientes") Haguenau, primera publicación en defensa del uso de "simples" (hierbas medicinales) en lugar de los "compuestos" nocivos con ingredientes arcanos de la medicina medieval. 1530

## Honores

### Eponimia

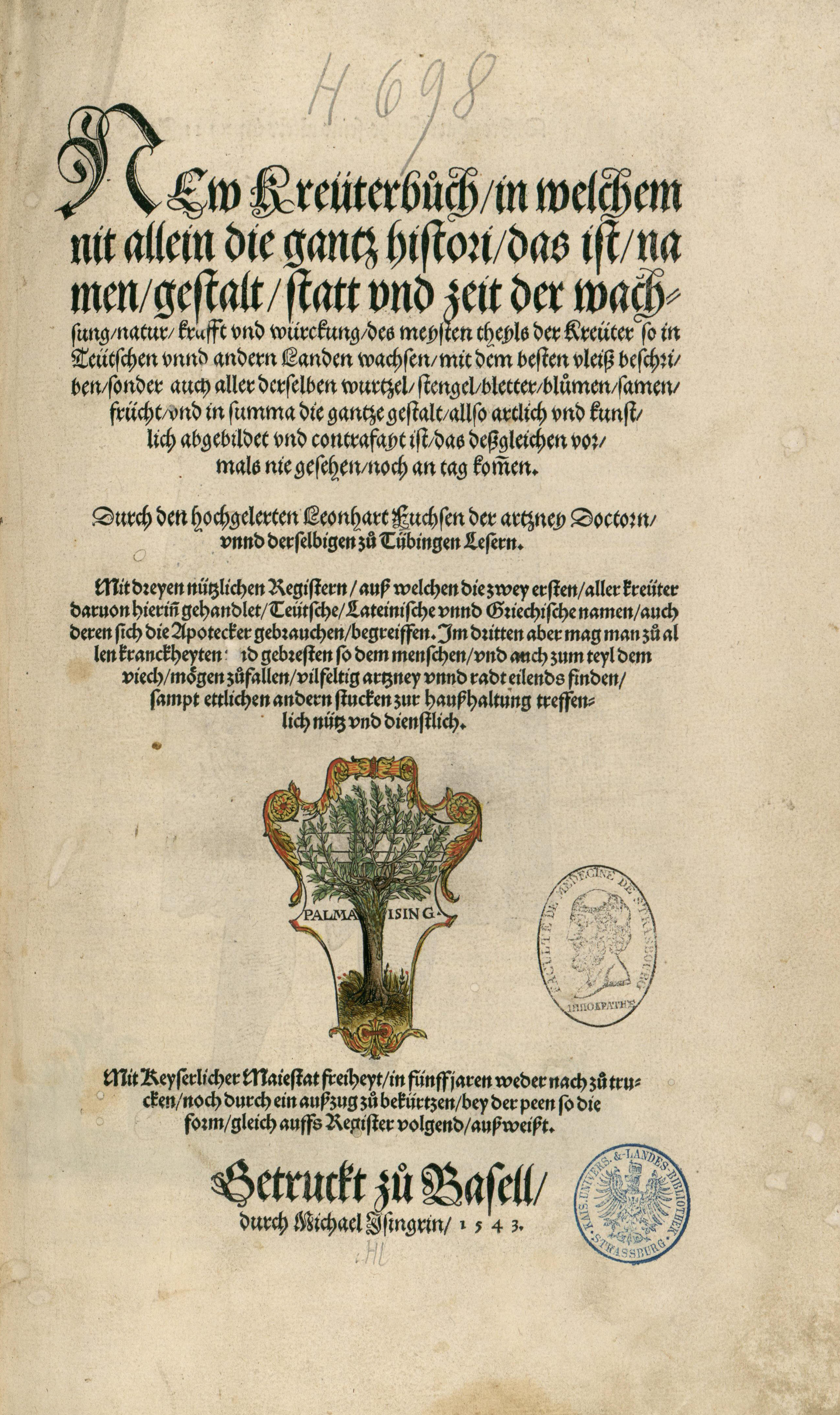
New Kreüterbuch, portada de la edición Basel 1543.

El misionero y botánico francés Charles Plumier que estuvo en Sudamérica entre 1696/1697 le dedicó el género Fuchsia.
Del color de algunas flores pertenecientes al género antes señalado proviene el nombre para el color fucsia.
- La abreviatura «L.Fuchs» se emplea para indicar a Leonhart Fuchs como autoridad en la descripción y clasificación científica de los vegetales.[3]